# 길버그
길버그(Gillberg)는 본명은 듀안 길(Duane Gill, 1959년 7월 10일 ~ )은 미국의 남자 프로레슬링선수다. WWE 골드버그를 패러디한 레슬러이며 키는 182cm 몸무게는 103kg이다. 피니쉬는 역시 골드버그를 따라해 스피어, 잭해머(버티컬 수플렉스 팔로우 파워슬램)를 사용을 한다. 2017년에는 캐빈 오웬스와 크리스 제리코와의 페스티벌에서 복귀를 했었다.
그리고 2021년 1월 18일 (한국시간 1월 19일) 에서는 미즈 티비에서 골드버그가 나온다 하면서 길버그가 나왔다.드류도 다른사람으로 나왔다는... 다행히 싸우진 않았다.

## 수상
- ASWA 태그팀 챔피언 1회 - 아고니
- ECPW 태그팀 챔피언 1회 - 익스큐서너 #2
- EWF 태그팀 챔피언 1회 - 아고니
- MCW 헬 오브 페임 2009
- MEWF 태그팀 챔피언 1회 - 아고니
- NWA 져지 주니어 헤비웨이트 챔피언 1회
- WWA 월드 태그팀 챔피언 5회 - 베리 하디 (3회), 웨인 길 (2회)
- ASWA 태그팀 챔피언 2회 - 웨인 길
- WWF 라이트 헤비웨이트 챔피언 1회